# 越中荏原駅
越中荏原駅（えっちゅうえばらえき）は、富山県富山市向新庄町にある富山地方鉄道本線の駅である。駅番号はT05。

## 歴史

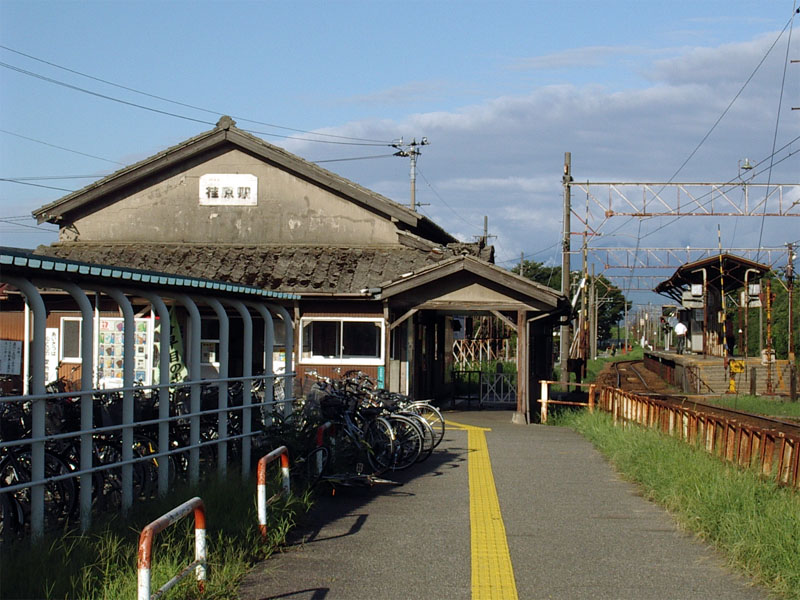
2010年3月以前の旧駅舎（2008年8月）

- 1931年（昭和6年）11月7日：島村停留場として開業[1]。

- 1945年（昭和20年）
  - 7月18日：島村停車場に改称[1]。
  - 9月21日：越中荏原駅に改称[1]。
- 1968年（昭和43年）：駅舎を現在地に移転[2]。多くの乗降客を捌くため、駅舎に入らなくても済むよう駅舎の外側に改札口が設けられていた（当時の地鉄駅舎では同駅のみであった）[1]。
- 2010年（平成22年）3月19日：駅舎改築（総工費7,000万円）[1]。

## 駅構造
島式ホーム1面2線を持つ地上駅で、ICカード専用改札機が設置されている。早朝および夜間は無人駅となるが、それ以外の時間帯は駅員が配置されている。
現在の駅舎の床面積は旧駅舎の1.5倍の約167m2。杉材が中心に使用され、多目的トイレの他、ホームにスロープが設けられている。
旧駅舎には晩年自動販売機コーナーなる増築スペースがあったが、1970年代頃は当該スペースにそば屋「越中そば」が入居していた。

### のりば
| のりば | 路線                          | 方向 | 行先                                     | 備考                    |
| ------ | ----------------------------- | ---- | ---------------------------------------- | ----------------------- |
| 1・2   | ■本線 （■立山線直通電車含む） | 上り | 電鉄富山方面                             | 2番のりばは待避列車入線 |
| 1・2   | ■本線                         | 下り | 上市・電鉄魚津・電鉄黒部・宇奈月温泉方面 | 2番のりばは待避列車入線 |
| 1・2   | ■立山線                       | 下り | 五百石・岩峅寺・立山方面                 | 2番のりばは待避列車入線 |

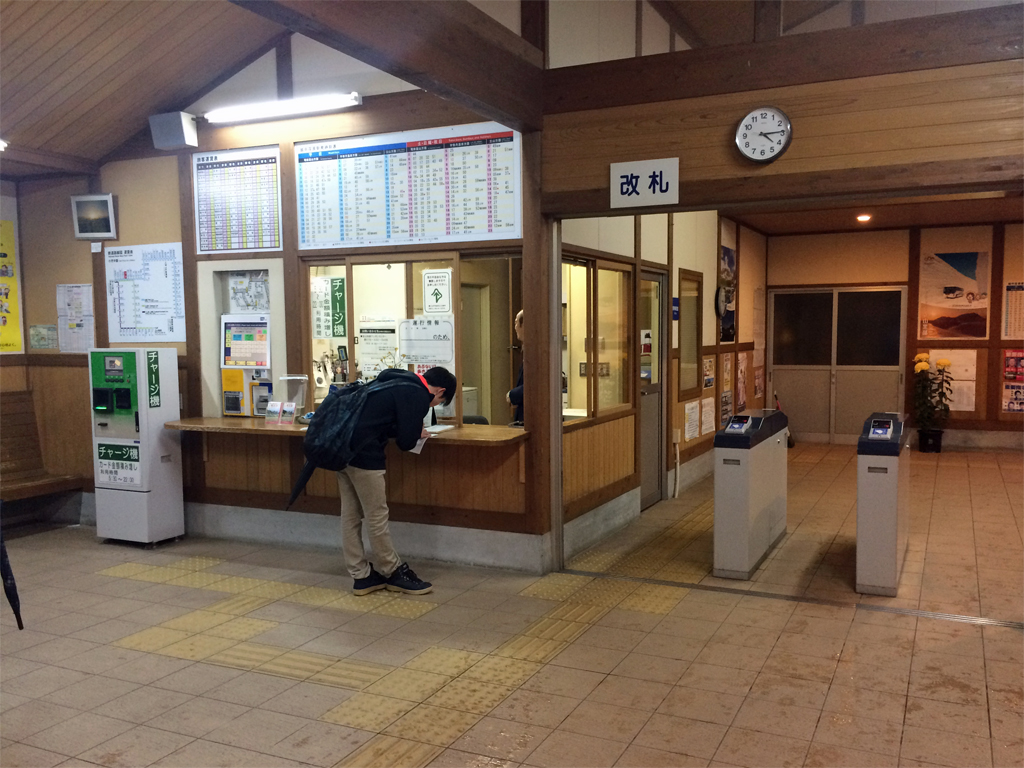
駅舎内（2019年11月）
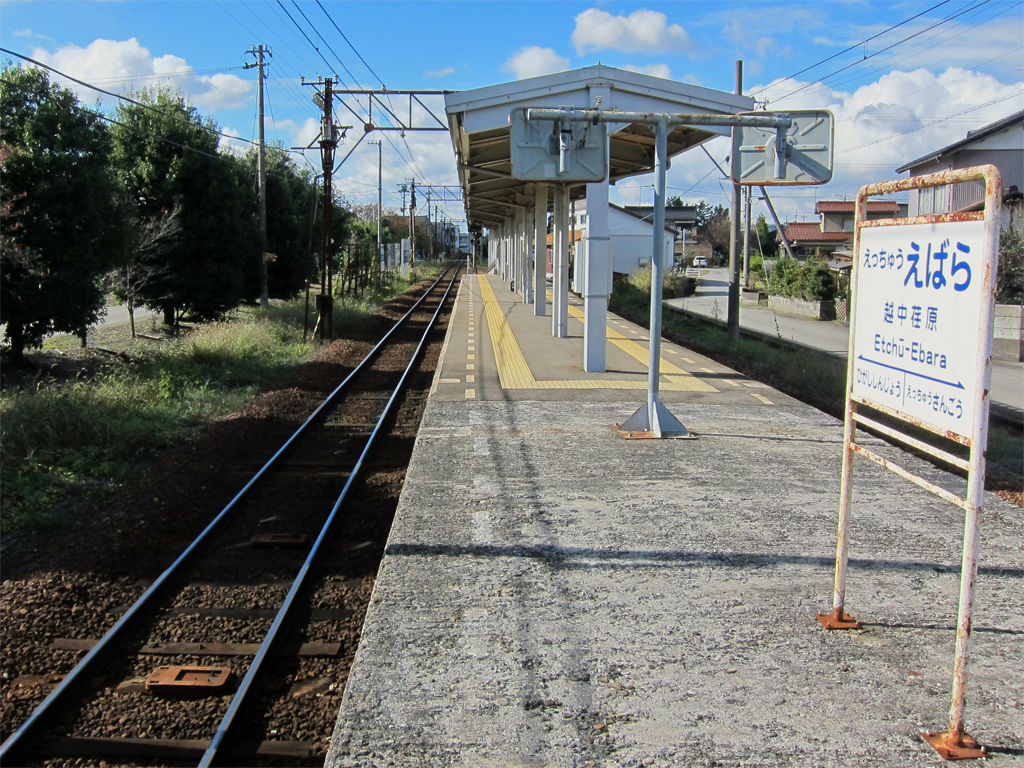
ホーム（2019年11月）

## 利用状況
2010年時点での1日当たりの利用者数は2,000人と、富山地方鉄道本線の駅としては電鉄富山駅に次いで多い。「富山市統計書」によると、2019年度の1日平均乗車人員は1,015人である。
近年の1日平均乗車人員は以下の通り。
| 年度   | 1日平均 乗車人員 |
| ------ | ---------------- |
| 2001年 | 993              |
| 2002年 | 1,013            |
| 2003年 | 902              |
| 2004年 | 918              |
| 2005年 | 942              |
| 2006年 | 924              |
| 2007年 | 915              |
| 2008年 | 890              |
| 2009年 | 845              |
| 2010年 | 854              |
| 2011年 | 907              |
| 2012年 | 934              |
| 2013年 | 937              |
| 2014年 | 920              |
| 2015年 | 929              |
| 2016年 | 936              |
| 2017年 | 964              |
| 2018年 | 998              |
| 2019年 | 1,015            |
| 2020年 | 837              |
| 2021年 | 762              |
| 2022年 | 840              |

## 駅周辺
- 富山第一高等学校
- 富山県技術専門学院
- 富山第一銀行荏原支店
- 中越パッケージ富山工場
- 富山自動車学校
- 富山県立富山視覚総合支援学校

## 隣の駅
富山地方鉄道
■本線
■特急
通過
■急行（上りのみ運転）・■普通
東新庄駅 (T04) - 越中荏原駅 (T05) - 越中三郷駅 (T06)